# Blues
Pour les articles homonymes, voir Blues (homonymie).
 (novembre 2021).
Sous-genres
Blues traditionnel, Kansas City blues, delta blues, Chicago blues, Texas blues, New York blues, british blues boom, blues rock, blues français, memphis blues, talking blues, West coast blues
Genres associés
Country, jazz, rhythm and blues, rock 'n' roll
Le blues [bluz] (de l'anglais :[bluːz]) est un genre musical, vocal et instrumental dérivé des chants de travail des populations afro-américaines subissant la ségrégation raciale aux États-Unis. Le blues est apparu dans le sud des États-Unis au cours du XIXe siècle. C'est un style où le chanteur exprime sa tristesse, ses amours et ses envies.

## Étymologie
Le terme « blues » vient de l'abréviation de l'expression anglaise « blue devils » ([blu ˈdɛvəlz] « diables bleus »), qui signifie « idées noires ». Le terme « blue », d'où le blues, dérive de l'ancien français et signifie « histoire personnelle » (il reste dans la langue française actuelle le terme « bluette », qui est, pour tous les bluesmen [bluːzmæn], la signification du blues, à savoir une chanson à la première personne du singulier).

## Technique

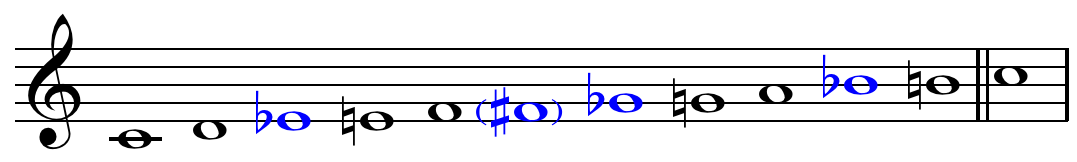
Notes bleues du mode du blues.

Les « blue notes » (notes bleues), caractéristiques du style et accentuant l'effet de lamentation, apportent une confusion entre les modes majeur et mineur. Voici les trois « blue notes » que l'on rencontre dans le blues :
- la tierce, qui est souvent mineure dans un blues majeur. Un procédé courant est de passer de la tierce mineure à la tierce à majeure par glissement d'un demi-ton vers l'aigu (bend à la guitare, glissando aux cuivres, etc.) ;
- la quarte augmentée / quinte diminuée, qui crée une tension et avec laquelle on retrouve le même procédé que pour la tierce (+1/2 ton vers l'aigu de la quarte augmentée à la quinte) ;
- la septième mineure qui, employée en mode majeur, contribue également à l’ambiguïté des modes et au son dissonant du blues.

L'utilisation de la gamme pentatonique mineure (voire mineure mélodique, qui augmente la tension) est très courante et on retrouve des plans et phrases typiques construits autour d'elle.

## Origines
Le blues provient de nombreuses influences folkloriques (africaines, asiatiques via les Amérindiens, irlandaises, etc.). L'utilisation de l'expression dans la musique noire américaine remonte au début du XXe siècle dans le Music Hall américain (vaudeville) et était couramment employée dès le XIXe siècle dans les pièces de théâtre qui mettaient en scène des Noirs du Sud des États-Unis (cf dans Americana, chez Fayard). Le blues naît à la fin du XIXe siècle  par des musiciens noirs américains mais le style était encore qualifié de work song jusqu'à ce que le chanteur de jazz W.C. Handy en fasse mention dans son morceau Memphis Blues en 1912.

## Histoire
Trente ans après l'abolition de l'esclavage, les negro-spirituals et les chants de travail se fondent dans ses douze mesures. Dans le Mississippi, en Géorgie, au Texas, la musique bat au rythme des récoltes, dans l'ombre des nuits de danse. La célébrité des as de l'harmonica ou de la guitare se cantonne encore à la plantation. Au même moment, à la Nouvelle-Orléans ou à Memphis apparaissent les minstrel shows, spectacle itinérants qui regroupent des chanteurs, des chanteuses, des musiciens et des acteurs noirs.
Les plus anciennes formes de blues proviennent du Sud des États-Unis, à la fin du XIXe siècle et au début du XXe siècle. Ces formes étaient le plus souvent orales, accompagnées parfois par un rythme donné par des instruments rudimentaires. C'est principalement dans les champs de coton de la région dite du Delta (qui n'est pas le delta du Mississippi mais la région entre le fleuve et son affluent la rivière Yazoo qui va de Vicksburg au sud à Senatobia et Clarksdale au nord) que ces formes prennent des tours plus complexes. L'une des formes antérieures au blues est le Fife and drums joué dans la région des collines du Mississippi, dite « Hill country ». Il s'agit d'un ensemble de percussions guidé par un fifre en bambou, instrument que jouait le maître en la matière, Othar Turner).
Il y eut d'autres formes de blues avec des instruments rudimentaires, tels le diddley bow (une corde fixée sur une planche), le jug (un cruchon en terre dans lequel on soufflait), le washboard (une planche à laver sur laquelle on jouait des percussions), etc.
Puis le blues a évolué avec des instruments simples, tels que la guitare acoustique, le piano et l'harmonica. La légende raconte que l'un des guitaristes bluesmen, Robert Johnson, aurait signé un pacte avec le diable qui lui aurait permis de devenir un virtuose du blues. Le blues était alors dit gouverné par des blue devils et devoir être fuit et rejeté car maléfique.
Robert Johnson ne serait pas le premier à propos de qui cette histoire a été racontée. Un autre bluesman, Tommy Johnson, la chante également dans Canned heat — titre repris comme nom de baptême par un célèbre groupe de Los Angeles à la fin des années 1960.
W. C. Handy fut l'un des premiers musiciens à reprendre des airs de blues, à les arranger et les faire interpréter par des chanteurs avec orchestres. Il fut également l'auteur de morceaux parmi les plus célèbres, tel le fameux Saint Louis Blues.
Du point de vue des textes, les premiers blues consistaient souvent à répéter un même vers quatre fois ou plus. Au début du XXe siècle, la structure s'est standardisée sous sa forme la plus commune : "E/A/B" (Mi/La/Si). Dans cette structure, un vers est chanté sur les quatre premières mesures "E"(Mi), puis répété sur les quatre suivantes "A"(La) ; enfin, un second vers est chanté sur les quatre dernières mesures "B"(Si), comme dans l'exemple suivant : « Woke up this morning with the Blues down in my soul / Woke up this morning with the Blues down in my soul / My baby gone and left me, got a heart as black as coal ».

## Les premiers enregistrements
Les années 1920 et 1930 virent l'apparition de l'industrie du disque, et donc l'accroissement de la popularité de chanteurs et guitaristes tels que Blind Lemon Jefferson et Blind Blake qui enregistrèrent chez Paramount Records, ou Lonnie Johnson chez Okeh Records. Le premier disque blues afro-américain à être commercialisé fut celui d'une femme, Mamie Smith, en 1920. Mais les années 1920 connurent également d'autres chanteuses de classic blues extrêmement populaires, telles que Gertrude « Ma » Rainey, Bessie Smith, Ida Cox et Victoria Spivey. La plupart des enregistrements de l'époque furent connus sous le terme de race records (musique raciale), car ils étaient destinés exclusivement au public afro-américain.

### Blues urbain d'après-guerre

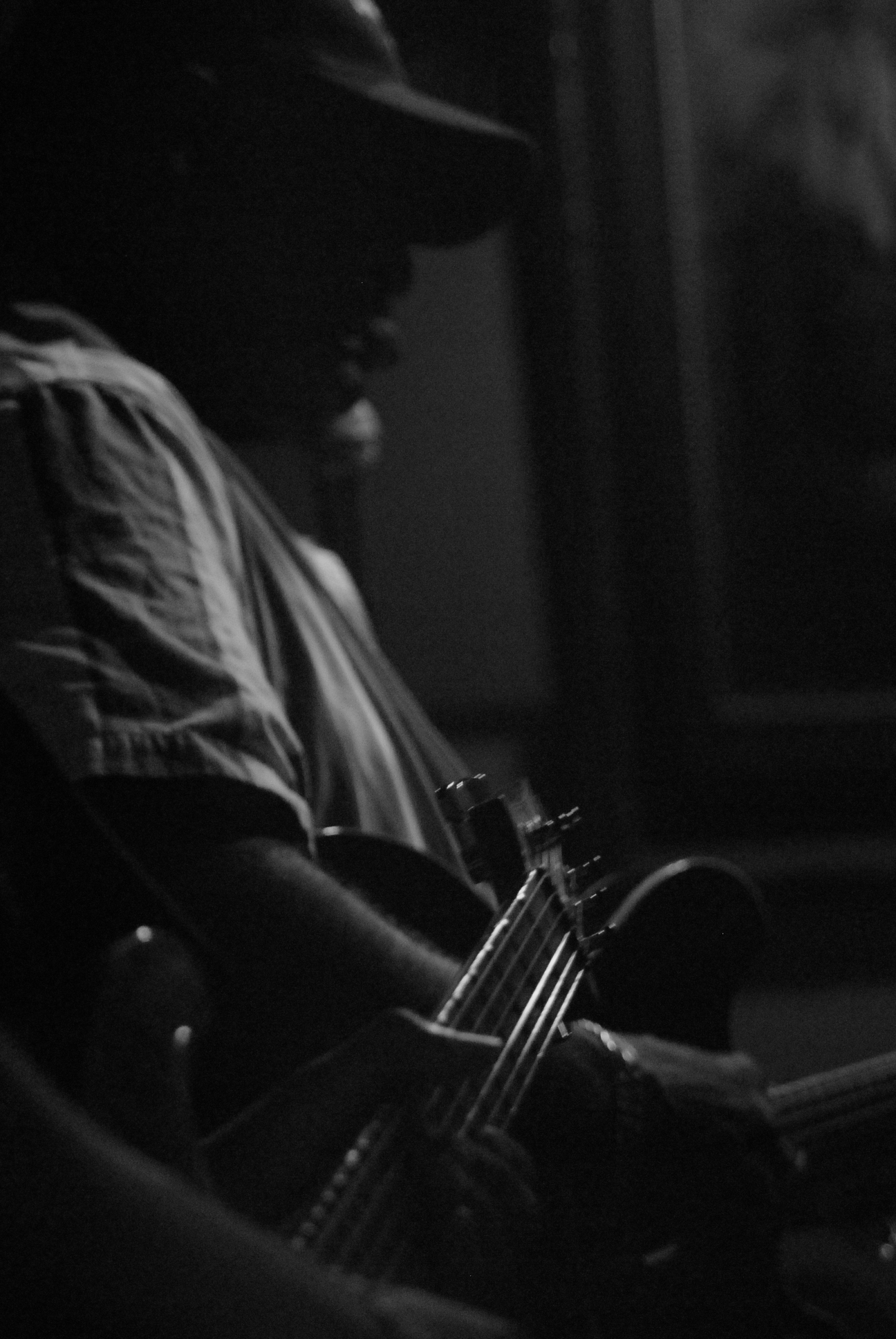
Concert de blues à Chicago en 2007.

Après la Seconde Guerre mondiale (1939-1945), l'urbanisation croissante et l'utilisation des amplificateurs pour la guitare et l'harmonica menèrent à un blues plus électrique tel que le Chicago blues, avec des artistes comme Howlin' Wolf et Muddy Waters qui influencèrent le célèbre Jack Mawell quand il écrivit Black days. C'est ce blues électrique qui influencera, plus tard, une partie du rock 'n' roll. Le blues urbain se développera dans le cabaret et les cafés bruyants, où l'on rencontrera une clientèle de plus en plus nombreuse.
Vers la fin des années 1940 et pendant les années 1950, les Noirs américains ont migré du Sud vers les villes industrialisées du Nord comme Chicago et Détroit, pour y trouver du travail. Dans les villes comme Chicago, Détroit et Kansas City, un nouveau style de blues « électrique » apparut. Il utilisait la voix, la guitare électrique, la basse électrique, la batterie et l'harmonica amplifié avec un micro et une amplification. J.T. Brown, qui jouait avec les groupes d'Elmore James et J.B. Lenoir a également utilisé le saxophone, mais plutôt comme instrument d'accompagnement qu'instrument soliste.
Le style de blues urbain de Chicago, ou Chicago blues, fut ainsi influencé par le blues du Mississippi d'où étaient venus des musiciens comme Howlin' Wolf, Muddy Waters, Willie Dixon, et Jimmy Reed. Les harmonicistes comme Little Walter et Sonny Boy Williamson II (Rice Miller), originaires du Sud, étaient les plus connus dans les clubs de blues de Chicago et exerçaient leur influence. D'autres joueurs d'harmonica, comme Big Walter Horton, Snooky Pryor et John Lee Sonny Boy Williamson I, avaient aussi beaucoup d'influence. Muddy Waters, Elmore James et Homesick James jouaient de la guitare électrique avec un « slide » ou « bottle neck » ; l'exercice consiste à jouer les notes sur le manche en posant un bout de métal ou un goulot de bouteille sur les cordes. B. B. King et Freddie King de leur côté n'utilisaient pas le « slide » mais inaugurèrent l'usage de la guitare comme instrument solo. Les chanteurs Howlin' Wolf et Muddy Waters marquèrent le Chicago blues de leurs voix rauques et fortes. Enfin, le contrebassiste, compositeur prolifique, et découvreur de talents Willie Dixon eut un grand impact sur le Chicago blues. Des chansons comme Hoochie Coochie Man, I Just Want to Make Love to You (écrites toutes deux pour Muddy Waters), Wang Dang Doodle (écrite pour Koko Taylor), ou Back Door Man (écrite pour Howlin' Wolf) sont devenus des « standards » de blues. Nombres d'artistes de Blues enregistrèrent leurs disques sur les labels de Chicago Chess Records, Checker Records, ou d'autres labels locaux tels Vee Jay et Cobra Records.
Ce style de blues urbain du Chicago des années 1950 eut finalement un grand impact sur la musique plus populaire de musiciens comme Bo Diddley ou Chuck Berry, — dont le style s'éloigna de la mélancolie du blues du Sud et s'apparenta au Rock'n'roll —, aussi bien que sur d'autres styles comme celui de la Louisiane nommé zydeco, représenté entre autres par Clifton Chenier.
Du côté des musiciens noirs américains, le style West Side Blues naît à Chicago au milieu des années 1960 par des artistes comme Buddy Guy, Junior Wells, Magic Sam, Magic Slim, Earl Hooker, Otis Rush, Freddie King, Luther Allison, etc., caractérisé par des guitares électriques suramplifiées et des soli particulièrement expressifs.
Sa naissance est contemporaine de celle du South Side Blues.
Sur la côte Ouest, des musiciens comme T-Bone Walker (originaire de Dallas) créent le West coast blues en Californie, style qui dérive du Texas Blues (dont un éminent representant est Lightnin' Hopkins), plus policé et plus sophistiqué que le Chicago blues, dont  Charles Brown et les Johnny Moore's Three Blazers sont le combo qui illustre le mieux cette tendance au milieu des années 1940.
Les styles d'artistes comme John Lee Hooker, interprétés seuls ou avec de plus petites formations que le style de Chicago blues, donnent naissance, à la fin des années 1950, au style Guitar boogie.
Le jump blues est un autre développement du blues de cette période qui a influencé la musique populaire. Le jump blues était un hybride populaire du swing et du blues, mettant en vedette des chansons up-tempo orchestrées pour des big bands. Le musicien de ce genre qui a le plus influencé la musique populaire est Big Joe Turner, qui a enregistré la version originale de Shake, Rattle, and Roll. Il y eut aussi à Tiny Grimes, Ruth Brown, et LaVern Baker (Tweedle Dee).
Autre style, le swamp blues se développe en Louisiane, dans les années 1950, autour de Bâton-Rouge avec des artistes comme Lightnin' Slim, Slim Harpo, Lazy Lester, Sam Myers et Jerry McCain. Influencé par le style de Jimmy Reed, le swamp blues est plus lent, avec un style d'harmonica moins complexe que dans le Chicago Blues. Les chansons du style les plus connues sont Scratch my Back, She's Tough et King Bee.
Le Texas Blues.

### Années 1960 et 1970

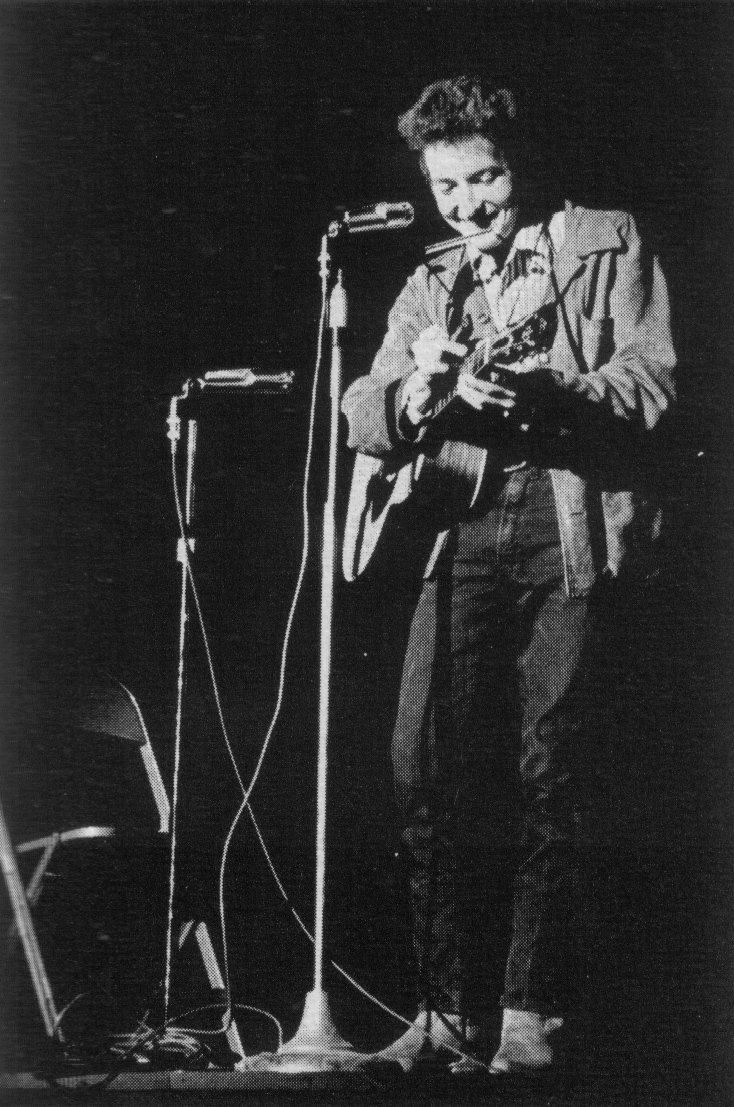
Bob Dylan en 1963.

Pendant les années 1960, de nouveaux genres de musique créés par des musiciens noirs américains, comme le rhythm and blues et la musique soul, ou par des musiciens blancs comme le rock'n'roll deviennent populaires auprès du public blanc américain après que des musiciens blancs, américains et européens, ont popularisé les styles plus anciens des noirs américains aux États-Unis, — John Hammond est le plus éminent de ceux-ci —, et au Royaume-Uni, - Chris Barber et Cyril Davies en étant deux des plus influents.
Le Rock'n'roll des années 1950 mélange de musiques noires et blanches, — bien que ce mélange remonte aux années 1930 pendant lesquelles il a donné naissance à la musique country, au western swing, au country boogie, etc. —, a également grandement aidé à cette diffusion.
Une génération d'enthousiastes du blues apparaît donc en Europe, en particulier en Angleterre au début des années 1960. Les principaux acteurs de ce que l'on appelle alors le British blues boom sont Alexis Korner, les Bluesbreakers, menés par John Mayall, Fleetwood Mac (1re période avec Peter Green), Chicken Shack, Savoy Brown, The Animals, The Yardbirds, The Rolling Stones, The Pretty Things, Taste, etc. et incluent de nombreuses stars anglaises de la pop et du rock à venir, dont Jimmy Page, Eric Clapton ou Jeff Beck (tous trois membres successivement des Yardbirds), Rory Gallagher, etc. qui intègrent à leur musique des influences psychédéliques et pop.
Enfin, l'ère des combats pour les droits civiques des noirs du Sud des années 1950 et 1960 rend un auditoire, noir puis blanc, au blues acoustique traditionnel, et des festivals tels que le Newport Folk Festival programment des prestations de « grands » du blues des débuts comme Son House, Mississippi John Hurt, Skip James, Big Joe Williams ou le Reverend Gary Davis, pendant que d'autres, plus jeunes, comme J.B. Lenoir enregistrent des chansons qui touchent aux thèmes du racisme et de la guerre du Viêt Nam.
De nombreux artistes et groupes américains blancs comme Michael Bloomfield, le Paul Butterfield Blues Band, Elvin Bishop, Janis Joplin, Canned Heat, Hot Tuna, Roy Buchanan, Bob Dylan[réf. nécessaire] ou Jimi Hendrix, tous influencés à la fois par le blues traditionnel et le blues électrique, font découvrir cette musique au jeune public blanc de l'époque.
L'interprétation que les artistes de cette génération donnent du blues a une influence très forte sur le développement de la musique rock proprement dite.

### Depuis les années 1980

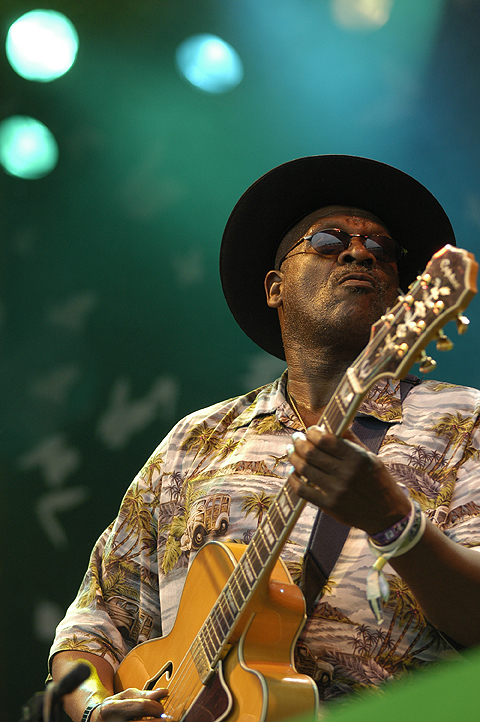
Taj Mahal au Festival de Glastonbury en 2005.

Pendant les années 1980 et jusqu'à nos jours le blues a continué d'évoluer aux États-Unis à travers le travail et les succès, dans d'anciens styles aussi bien d'« anciens » artistes — noirs comme les guitaristes Albert Collins, Luther Allison, Taj Mahal, ou blancs comme les guitaristes Ry Cooder, Bonnie Raitt, George Thorogood, Walter Trout — que de « nouveaux » artistes — noirs comme les guitaristes Robert Cray, Keb' Mo', Melvin Taylor, Lucky Peterson, ou blancs, comme les guitaristes Stevie Ray Vaughan — qui révolutionna le style dans les années 1980 -, son frère Jimmie Vaughan, - cofondateur avec l'harmoniciste Kim Wilson de The Fabulous Thunderbirds -, Duke Robillard, Robben Ford, Kid Ramos, etc., les harmonicistes James Harman et Hollywood Fats, etc. - et dans de nouveaux styles, dont le Soul Blues, rendu populaire par les succès de Little Milton, Z.Z. Hil, etc.
Le style Texas blues rock blanc, fortement influencé par les Blues-Rockers anglais (comme John Mayall) apparu dans les années 1970, qui utilise guitares solo et d'accompagnement en même temps, continue à évoluer depuis cette époque. Parmi les artistes et groupes importants de ce style : Johnny Winter, The Allman Brothers Band, ZZ Top, Point Blank, Derek Trucks, etc.
Pendant les années 1990, de nombreux anciens retrouvent une popularité ; noirs comme John Lee Hooker grâce à son album The Healer dans lequel il collabore avec Carlos Santana, et blancs comme Eric Clapton, ancien des Bluesbreakers et du groupe Cream, qui redevient populaire avec son album pour MTV Unplugged, dans lequel il joue quelques chansons traditionnelles sur une guitare acoustique. C'est le début pour lui d'un retour au blues tant acoustique qu'électrique, ce en quoi il est suivi par des artistes et groupes comme Gary Moore, Leslie West, The Blues Band (composé d'anciens de Manfred Mann) et jusqu'à Peter Frampton, etc.
Le blues connaît ainsi un regain de popularité et, pendant ces années 1990, des revues de blues sont créées partout aux États-Unis, au Canada, et en Europe. Le succès de ces publications s'accompagne de la création de sociétés de blues, de festivals de blues, et de salles où est joué du blues.
Depuis le début des années 2000, ce sont, à nouveau, à la fois des anciens et une nouvelle génération de musiciens qui continuent de faire vivre et évoluer le blues.
Entre autres, les succès de grands anciens méconnus comme, R. L. Burnside, Junior Kimbrough, etc. ravivent le style « North Mississippi Hill Country Blues ».
De nouveaux artistes émergent dont les plus connus en France sont Ben Harper, Popa Chubby, Joe Bonamassa, John Mayer, Tab Benoit, Samantha Fish, Joanna Connor, Larkin Poe, etc.

## Caractéristiques
D'un point de vue technique, le blues repose sur trois éléments : un rythme souvent ternaire syncopé, une progression harmonique de type I-IV-V (c'est-à-dire les degrés principaux dans l'harmonie tonale), et la mélodie qui utilise la gamme blues et les notes bleues. Le blues a eu une influence sur une très large variété de styles musicaux, qui intégrèrent dans des proportions variables l'un ou plusieurs de ces éléments. Si l'on ne peut alors plus parler de blues on utilise fréquemment le qualificatif bluesy (en anglais : rythmique) pour indiquer cette coloration particulière. Au-delà de stricts canons techniques, le blues se caractérise souvent — mais pas toujours — par une humeur teintée d'une certaine langueur ou mélancolie.

### Rythme
Le rythme le plus employé du blues repose sur une division ternaire de chaque temps appelée Shuffle où chaque temps est divisé en trois croches dont on ne marque que la première et la troisième. Pour des raisons pratiques, la métrique est donc le 12/8 la plupart du temps. (8 étant le symbole de la mesure à la croche, et le 12 le nombre de croches par mesure). C'est une mesure ternaire, chaque temps ayant une valeur de noire pointée, donc de trois croches. On crée ainsi une impression de décalage quant à l'emplacement « naturel » des notes. Les temps forts, comme dans la majorité des musiques issues du blues, sont le « 2 » et le « 4 », contrairement à la musique traditionnelle européenne. Le terme de shuffle est souvent employé pour désigner ce rythme quand il est joué à un tempo rapide. Le tempo est plutôt medium voire lent.

### Harmonie
Initialement assez libre, la structure harmonique du blues se fixe progressivement pour aboutir à une forme de base articulée autour de trois accords, généralement sur 8, 12 ou 16 mesures. La forme en douze mesures est — de loin — la plus commune ; on parle de « twelve bar Blues » (Blues en douze mesures). Ces trois accords, désignés par les chiffres romains I-IV-V, représentant les premier, quatrième et cinquième degrés (c.-à-d. tonique, sous-dominante et dominante) de la gamme majeure correspondant à la tonalité du morceau. Exemple : Do/Fa/Sol ("Blues en Do"), Fa/Si bémol/Do ("Blues en Fa"), Mi bémol/La bémol/Si bémol ("Blues en Mi bémol"), etc. Les accords de base comportent le plus souvent la septième (mineure). Dans les formes plus élaborées, les musiciens recourent fréquemment à des accords de neuvième, ainsi qu'à différentes altérations.
Dans le jazz, à partir des années 1940 (bebop), des musiciens comme Charlie Parker ont poussé la sophistication harmonique et mélodique de la forme blues à un degré élevé, qui contraste avec les enchaînements rudimentaires du blues originel ("early blues"). Dans Blues for Alice, Charlie Parker multiplie les accords de passage et altérations au point que, malgré les 12 mesures caractéristiques, il est parfois difficile pour des oreilles novices de détecter la forme harmonique du blues.
| Fa 7       | Si bémol 7 | Fa 7 | Fa 7 |
| Si bémol 7 | Si bémol 7 | Fa 7 | Fa 7 |
| Do 7       | Si bémol 7 | Fa 7 | Do 7 |

| Fa 7       | Mi min 7 bémol 5 / La 7     | Ré min 7 / Sol 7 | Do min 7 / Fa7              |
| Si bémol 7 | Si bémol min 7 / Mi bémol 7 | La min 7 / Ré7   | La bémol min 7 / Ré bémol 7 |
| Sol min 7  | Do 7                        | Fa 7 / Ré 7      | Sol min 7 / Do 7            |

### Mélodie
Les mélodies blues classiques sont fréquemment basées sur la gamme pentatonique mineure à laquelle on a ajouté une note. C'est cette dernière (la quarte augmentée), ajoutée à la superposition d'une gamme mineure sur la grille d'accords majeurs, qui donne partie la couleur blues au morceau, d'où son nom de blue note (note bleue). Elle n'est pas systématiquement utilisée, et parfois seulement comme note de passage, ou bien, à la guitare par un tiré de corde d'un demi-ton au lieu d'un ton au-dessus de la quarte, ce qui produit une tension. Certains auteurs, notamment LeRoi Jones dans son livre Le Peuple Blues, avancent la théorie que ce serait là une tentative d'adaptation d'une gamme propre à la musique traditionnelle africaine. D'autres relient cela aux musiques amérindiennes, notamment Cherokees, qui proviennent très largement des musiques de l'Asie du Sud Est.
Ainsi, la plupart des Blues sont basés sur une grille d'accords majeurs (accords de septième de dominante) pour l'accompagnement alors que la mélodie est chantée sur la gamme pentatonique mineure avec — souvent, mais pas toujours — la note bleue. L'autre gamme fréquemment utilisée en Blues est la diatonique majeure (très utilisée par exemple par BB King), qui produit des mélodies plus enjouées.
Il existe également de fameux Blues « mineurs » par exemple : As the Years Go Passing By par Albert King, dont la grille est similaire à celle du blues "classique", mais utilisant des accords mineurs (le I IV V devenant un i iv v ; par exemple, en La : Lam7, Rém7, Mim7, le turnaround devenant parfois Fa7/Mi79+). Cette variété a donné lieu à moins de créations, en particulier car elle ouvre à moins de possibilités mélodiques.
Toutes ces caractéristiques techniques sont essentiellement une base de composition, mais pas nécessairement applicables à l'ensemble des blues joués dans l'histoire. Et il faut encore souligner qu'aucun des grands créateurs du blues, lorsqu'on a pu les interviewer, n'a jamais défini le blues comme un ensemble de notations musicologiques (il est vrai le plus souvent simpliste et donc réducteur). À la question "Qu'est le blues ?", la réponse était le plus souvent du genre : "The blues ain't nothing but a good man feelin' bad".

### Timbre
Au sens large, le timbre est la « couleur » du son : même s'ils jouent les mêmes notes, une guitare ou un saxophone se distinguent par leur timbre. Cela est également vrai d'un être humain à l'autre. On a coutume de dire que les chanteurs classiques essaient d'imiter les instruments, alors que les instruments de blues essaient d'imiter la voix humaine (ou parfois celle de Donald Duck, d'un bombardier ou d'une mitraillette).
Les bluesmen ont beaucoup exploré le timbre : ils ont notamment été les premiers, pendant les 1950, à employer des amplificateurs pour la guitare et l'harmonica. Les voix fortes et graves de chanteurs comme Howlin' Wolf et Muddy Waters jouent également beaucoup sur le timbre. La technologie et les effets de mode ont plus tard ajouté d'autres éléments au son blues, comme les guitares dirty et saturées des Rolling Stones ou d'Eric Clapton ou les effets psychédéliques employés, entre autres, par Jimi Hendrix : le feedback (effet Larsen contrôlé), la distorsion style « Fuzz », la pédale Wha-Wha et des effets plus étranges encore comme « l'effet Leslie ou UniVibe », constitué d'un haut-parleur en rotation.

### Vibrato
Le vibrato est un effet appliqué à une note de musique. Très employé notamment par les musiciens , cet effet consiste à provoquer une variation rapide de la hauteur de la note. Comme tous les effets de nuance, le vibrato apporte une expressivité particulière selon la façon dont il est effectué : vite ou lentement, de façon fluide ou saccadée. Le vibrato est un élément essentiel du son blues, que cela soit pour les voix ou sur des instruments tels que la guitare ou l'harmonica. Pour cette dernière, divers moyens ont été utilisés depuis B. B. King, surtout les moyens mécaniques qui modifient légèrement la longueur de la corde vibrante. Plusieurs techniques existent donc, qui donnent chacune des effets sonores légèrement différents : faire vibrer les doigts de la main gauche, ou le manche de la guitare lui-même, ou encore grâce aux différents systèmes de cordier vibrato.
Plus récemment, les musiciens de blues ont commencé à utiliser des techniques numériques pour créer du vibrato, comme les boîtiers programmables équipés de processeurs de traitement du signal, qui permettent de paramétrer aussi bien le timbre que l'attaque ou le vibrato. Les instruments principaux sont les instruments à cordes (la basse, la guitare, steel guitare, la contrebasse, le violoncelle, l'alto, le violon) mais également le saxophone, l'harmonica, la batterie, lap steel, le bottleneck et le piano.

### Instruments
Bien que le blues puisse être interprété sur tout type d'instrument, certains sont traditionnellement plus utilisés que d'autres :
- la guitare : guitare acoustique pour le blues traditionnel ou, à partir des années 1930 guitare à résonateur et guitare électrique, branchée à un amplificateur qui ajoute des caractéristiques tonales comme la distorsion (à partir des années 1950). Pour la guitare électrique, l'utilisation d'un amplificateur à lampes est de loin la plus répandue, depuis les premiers amplificateurs, car les lampes apportent une chaleur supplémentaire et un grain au son de la guitare, caractéristique que le transistor n'a point ;
- l'harmonica — diatonique principalement — joué acoustique ou utilisé avec un microphone et un amplificateur ;
- le piano et autres instruments à clavier comme l'orgue Hammond (dès les années 1960 et 1970) ou le piano électrique (à partir des années 1970) ;
- la batterie, dont le rythme doit être lent et précis ;
- la washboard (planche à laver), utilisée comme instrument de percussion, frappée par les doigts coiffés de dés à coudre. Utilisée telle quelle ou agrémentée d'une cymbale, d'un wood-block, d'une cloche, etc. ; parfois remplacée par une tôle finement ondulée portée en plastron.

## Aspects culturel et social
À l'origine les bluesmen étaient des métayers noirs perdus au fin fond du « delta du Mississippi », plaine cotonnière qui n'est pas le vrai delta mais se situe plus au nord. Ils chantaient souvent pendant des événements locaux tels que la crue du Mississippi (High Waters Blues), la construction des digues (Levee), l'incendie d'une ferme de coton. À la rigueur on parle d'une grande ville pas trop éloignée comme La Nouvelle-Orléans, Memphis, Saint Louis. Mais il y a fatalement des incursions ou des espoirs de voyages dans d'autres villes des États-Unis, que ce soit pour trouver du travail, faire le service militaire ou participer aux luttes d'émancipation.
Un bluesman peut donc être amené à parler de l'actualité nationale. Une anecdote montre le second degré des bluesmen et l'utilisation d'un langage propre. Dans Sweet home, Chicago, Robert Johnson rêvait d'aller « back to the land of California, to my sweet home, Chicago » ; en 1980, les Blues Brothers corrigeront cette erreur « back to that good old place, sweet home, Chicago » croyant que Johnson avait fait une erreur géographique. En fait la Californie dans l'imaginaire blues signifie pays de richesse, de la ruée vers l'or, ce que représentait Chicago à l'époque pour les bluesmen pauvres du Mississippi. Enfin, l'horizon ne manquera pas de s'élargir au globe avec la participation de certains appelés à la Seconde Guerre mondiale, au mur de Berlin, à la guerre du Viêt Nam. On retrouve tout ceci dans des blues comme ceux de J.B. Lenoir. Mais avant tout, le blues est le moyen d'expression musical le plus direct concernant la détresse de l'âme, ainsi, le thème de la dépression (Hard Time Killing Floor Blues, de Skip James), ou bien encore ce thème qui revient souvent dans les standards, celui de la femme quittant son homme (How long, How long Blues, de Leroy Carr & Scrappy Blackwell).
Un aspect à ne pas négliger est la dimension politique, revendicative, anti-ségrégationniste (dans les années 1960), de certains textes. De nombreux titres sont à double sens: un sens littéral, fréquemment connoté sexuellement, et un deuxième niveau, clairement politique. Ainsi, un titre aussi célèbre que I'm a man a deux niveaux : je suis un homme, classique chanson plus ou moins d'amour, et je suis un homme, non pas un demi homme, je veux ma place dans la société, etc. Le thème de la dépression dans les années 1930 ou de la crise depuis des années est naturellement politique.
Cet aspect est bien entendu amoindri lorsque les titres sont chantés par des Britanniques ou des Américains blancs.
Notons toutefois que le thème de l'amour, amour bien entendu perdu, est nettement plus fréquent, même si on pourrait se hasarder à faire une métaphore de la femme perdue : femme = dignité, honneur… Enfin les allusions sexuelles, voire salaces, les calembours, sont fréquents : un des exemples typiques pourrait être  Dust my broom dont le début est : je me lève le matin et je nettoie (j'épousette) mon balai… la métaphore est claire.

## Influence

### Musique classique
On peut entendre l'influence des blues dans la musique de Maurice Ravel (en particulier dans sa Sonate pour violon et piano), George Gershwin (son Rhapsody in Blue, le Concerto en fa majeur, et Porgy and Bess), Arthur Honegger (Pacific 231), ainsi que dans certaines pièces d'Erwin Schulhoff (Cinq pièces de jazz).

### Country
Plus qu'une influence du blues sur la musique country, réelle, il faut parler plutôt d'interinfluence tant ces deux genres qui représentent les deux facettes (pauvres blancs, pauvres noirs) du sous-prolétariat sudiste sont à la fois issus des mêmes racines (musique des plantations, des migrants en Amérique) et se sont fécondées l'une l'autre tout au long de leur histoire. Une forme de Hillbilly blues (comme l'a finement baptisé l'auteur anglais Tony Russell) a existé dès les années 1920, véritable premier blues blanc (Jimmie Rodgers, Cliff Carlisle, Gene Autry, Jimmie Davis…). Le blues en tant que tel est resté alors un élément important de toute la Country Music, particulièrement avec le Western Swing puis le Honky Tonk, personnalisé par Hank Williams.

### Rock
Le blues est d'abord l'élément principal du « mariage » avec la musique country qui a donné naissance au rock 'n' roll, aux États-Unis, au milieu des années 1950. Ensuite, on retrouve facilement des racines blues dans nombre de groupes britanniques de rock et de hard rock : les débuts des Rolling Stones, des Beatles de Uriah Heep, ou même la chanson Smoke On The Water de Deep Purple, doivent beaucoup au blues. Même un groupe progressif comme Pink Floyd (dont le nom lui-même vient de l'association des prénoms des bluesmen Pink Anderson et Floyd Council), a fait appel à plusieurs reprises à la forme blues, non seulement à ses débuts avec Syd Barrett, grand admirateur de Bo Diddley, mais également par la suite, au milieu de morceaux plus psychédéliques (Biding My Time, Seamus, Money, Dogs Of War sont des blues plus ou moins camouflés). Des artistes comme Chris Rea, Snowy White et Gary Moore ou un groupe comme The Doors revendiquent l'influence que le blues a sur leur création.
En fait, il n'est guère de groupes ou d'artistes pop rock qui, un jour ou l'autre, ne se soient pas inspiré du blues, allant jusqu'à générer une prise de conscience musicale en Angleterre pendant la deuxième partie des années 1960, avec le British blues boom, représenté notamment par Alexis Korner puis par John Mayall, Eric Clapton, Cream, Fleetwood Mac, Chicken Shack, Savoy Brown et Rory Gallagher (Irlande). Aux États-Unis, plusieurs artistes blancs ont également bâti l'essentiel de leur œuvre sur le blues, tels The Allman Brothers Band, Mike Bloomfield, le Blues Project, Paul Butterfield, Roy Buchanan, Canned Heat, The Doors, Jeff Healey (Canada), John Hammond, Janis Joplin, Charlie Musselwhite ou encore Johnny Winter.

### En France
En France, des artistes comme Alain Giroux, Mike Lécuyer, Benoit Blue Boy, Patrick Verbeke, Bill Deraime, ou Paul Personne incarnent une vision francophone du blues, mais très influencée par la musique américaine. Côté instrumental, l'harmoniciste Jean-Jacques Milteau est un musicien de session et un performer internationalement apprécié depuis les années 1970, ayant enregistré plusieurs albums qui font référence. Plus récemment, d'autres harmonicistes, Nico Wayne Toussaint, Vincent Bucher et Greg Zlap ne sont pas en reste et tournent inlassablement dans les meilleurs festivals.
Depuis les années 1980 de nombreuses individualités ou formations continuent de faire vivre le blues hexagonal, comme en témoigne régulièrement les médias Soul Bag, Blues Magazine ou Blues Actu. En parallèle, l'augmentation très significative des émissions de radios spécialisées a contribué à offrir une nouvelle vitrine au blues hexagonal. Le Collectif des radios blues (CRB), créé en 2003, réunit de nombreux animateurs en France, Belgique, Québec. Il réalise chaque mois le PowerBlues, classement des meilleurs sorties CD blues et l'Airplay, regroupement des albums les plus diffusés par les radios. 
En janvier 2011, plusieurs membres de la communauté blues française ont créé l'association France Blues. Elle vise à promouvoir le blues français et leurs acteurs, notamment à l'échelle internationale. L'association désigne, via un jury, les formations musicales qui participent chaque année à l'European Blues Challenge et à l'International Blues Challenge (Memphis). 
Aujourd'hui, la France compte un réseau dynamique de festivals de blues, comme le Cognac Blues Passions et le Festival Blues sur Seine, ainsi que de nombreux groupes et artistes nationaux. La scène française du blues continue d'évoluer, intégrant des influences variées, du rock au jazz, et attire des amateurs de tous horizons, contribuant ainsi à l'enrichissement et à la pérennité de ce genre musical en France.

## Dans le cinéma
Le blues a également influencé le cinéma, surtout aux États-Unis. Le film Crossroads (Walter Hill) (1986) montre le mythe sulfureux du pacte avec le diable. Bande son de Ry Cooder et duel mythique entre le héros du film Ralph Macchio et Steve Vai en personne. Le pacte de Tommy Johnson (plus tard repris et rendu célèbre par Robert Johnson) est évoqué dans le film O'Brother, de Joel Coen. Les deux films de John Landis, The Blues Brothers (1980) et Blues Brothers 2000 (1998), qui dressent un panorama de différents styles et mettant en scène une pléthore de vedettes, ont eu une importante influence sur l'image du blues.
En 2003, déclarée « année du blues » aux États-Unis, Martin Scorsese produit une série de sept films documentaires sur le blues intitulée The Blues, a Musical Journey :
1. The Soul of a Man, de Wim Wenders, à propos de Skip James, Blind Willie Johnson et J.B. Lenoir ;
2. La Route de Memphis (The Road to Memphis), de Richard Pearce, qui traite plus particulièrement de B. B. King (titre français La Route de Memphis) ;
3. Du Mali au Mississippi (Feel Like Going Home), de Martin Scorsese, sur les origines africaines du blues (titre français Du Mali au Mississippi) ;
4. Devil's Fire (Warming by the Devil's Fire), de Charles Burnett, une fiction sur le conflit du blues et du gospel ;
5. Red, White and Blues, de Mike Figgis, sur le blues britannique (Tom Jones, Van Morrison) ;
6. Godfathers and Sons, de Marc Levin, sur le Chicago Blues et le hip hop ;
7. Piano Blues, de Clint Eastwood, sur les pianistes de blues (Ray Charles, Dr. John).

Le film 24 mesures, de Jalil Lespert, avec Archie Shepp, est librement inspiré des mélodies du blues et du free jazz.

## En littérature
Le blues a influencé des écrivains, parmi lesquels Langston Hughes (The Weary Blues).

## Principaux artistes
- Musiciens : Voir la catégorie musicien de blues et la Liste de musiciens de blues par style.
- Chanteuses : Voir la catégorie chanteuse de blues.
- Chanteurs : Voir la catégorie chanteur de blues.

### Films
- You See Me Laughin, documentaire sur les bluesmen Junior Kimbrough, RL Burnside, etc.
- Celebration of Blues, réalisé par Antoine Fuqua et produit par Martin Scorsese. Filmé au Radio City Music Hall à New York le 7 février 2003.
- Black Snake Moan (2006) réalisé par Craig Brewer. Avec Samuel L. Jackson, Christina Ricci et Justin Timberlake
- Cadillac Records réalisé par Darnell Martin, sorti en 2008, avec Beyoncé Knowles, Mos Def, Cedric the Entertainer et Adrien Brody.
- Crossroads,
- Crossroads, la route du Blues (gratuit (domaine public)) ; en anglais, sous-titré en français sur https://archive.org).
- Stoned raconte la vie de Brian Jones le membre fondateur des Rolling Stones mais aussi bluesman. (sous titré en francais sur youtube.)
- Deep Blues: A Musical Pilgrimage to the Crossroads (en) (1992), de Robert Mugge et Robert Palmer
- The Blues (films) (2003), série de films sur le blues, produite par Martin Scorsese

### Genres dérivés
- Boogie-woogie
- Rock'n'Roll